# (35454) 1998 DE14
1998 دي إي 14 (ويعرف أيضًا باسم (35454) 1998 دي إي 14 وفق تسمية الكوكب الصغير) (بالإنجليزية: 1998 DE14)‏ هو كويكب ضمن حزام الكويكبات؛ وترتيبه 35454 من حيث الاكتشاف.
اكتُشف هذا الجُرم الفلكي بواسطة OCA–DLR Asteroid Survey ‏ في 27 فبراير 1998.

## وصلات خارجية
- (35454) 1998 DE14 في قاعدة بيانات مختبر الدفع النفاث لأجرام النظام الشمسي الصغيرة

- الاكتشاف · مخطط المدار ·  العناصر المدارية · المعلمات المادية

- (35454) 1998 DE14 على موقع ويكي سكاي: DSS2, SDSS, GALEX, IRAS, Hydrogen α, X-Ray, Astrophoto, Sky Map, Articles and images